# Wszystko się zmieniło
Wszystko się zmieniło – pierwszy album zespołu Fanatic wydany w 1990 roku przez Blue Star. Zawiera pierwszą wersję jednego z największych przebojów grupy – Czarownicę.

## Lista utworów
1. Wszystko się zmieniło
2. Spotkanie
3. Czarownica
4. EX – FD (instrumentalny)
5. I tylko Ty
6. Długi list
7. Wakacyjna miłość
8. Dziewczyna nieznajoma
9. Twój błąd[2]
10. To było tak